# Madre Beata de Yemayá
Beatriz Moreira Costa, conocida como Mãe Beata de Iemanjá o Madre Beata de Yemayá (Cachoeira, 20 de enero de 1931–Nova Iguaçu, 27 de mayo de 2017), fue una sacerdotisa de candomblé (mãe de santo), escritora, artista y activista brasileña. Su trabajo se centró principalmente en la defensa y preservación del medio ambiente, los derechos humanos, la educación, la salud, la lucha contra el sexismo y el racismo.

## Trayectoria
Beatriz Moreira Costa nació en Cachoeira, en 1931, hija de Maria do Carmo y Oscar Moreira. Desde su infancia fue conocida con el nombre de Beata. Sus bisabuelos eran portugueses y africanos esclavizados llevados a Brasil.
Durante la década de 1950 se trasladó a Salvador para vivir con su tía Felicíssima y su marido, el sacerdote Orisha Anísio Agra Pereira, conocido como Anísio de Logun-ede. Durante diecisiete años, Beata estuvo alejada de su tío. Mãe Olga do Alaketu le presentó a Yemayá, en Ilê Maroiá Lájié.
En 1969 se separó de su marido y se mudó a Río de Janeiro en busca de mejores condiciones de vida para ella y su familia. Tuvo cuatro hijos. Beata crio a sus hijos con gran dificultad, desempeñando múltiples funciones, como trabajadora doméstica, costurera, manicurista, peluquera y pintora.
En el barrio de Miguel Couto, Nova Iguaçu donde vivía, fundó, el 20 de abril de 1985, el terreiro de candomblé Ilê Omiojuarô - Casa das Águas dos Olhos de Oxóssi, una de las comunidades religiosas más populares de Brasil.
Fue miembro del Consejo Estatal de Derechos de la Mujer, presidenta de honor de la ONG Criola, que trabaja contra el racismo y la violencia contra las mujeres, consejera de Movimiento Interreligioso, miembro de Unipax y miembro del Instituto Cultural de Apoyo e Investigación de las Religiones Afro, cuyo objetivo es difundir el patrimonio y las tradiciones de los pueblos brasileños de origen africano, centrándose especialmente en la transmisión religiosa. Además, fue una de las líderes que más impacto tuvo contra la violencia estatal en la Baixada Fluminense entre los años 1990 y 2000.
En 2016 fue la anfitriona de una de las actividades del 1.er Encuentro Internacional Julio Negro que acogió al movimiento negro estadounidense Black Lives Matter, al movimiento de madres y familiares víctimas de la Violencia de Estado en Brasil, la Baixada y otros movimientos sociales, que tuvieron lugar en su Ilê Omiojuaro.
Murió en su casa en Nova Iguaçu el 27 de mayo de 2017, a la edad 86 años.

## Reconocimientos
Fue reconocida durante su vida por su activismo a favor de diferentes causas, particularmente por la libertad religiosa, por representar la cultura negra y ser una de las voces de la tradición religiosa africana en Brasil.
El 7 de marzo de 2007, el Senado Federal del Brasil, le otorgó la condecoración Bertha Lutz Mujer-Ciudadana 2007, durante una sesión solemne del Congreso Nacional. Más tarde, en 2014, la escuela de samba Garras do Tigre le rindió homenaje en el Carnaval de Nova Iguaçu.
En 2015, el terreiro recibió el galardón de Patrimonio Cultural en la 28.ª edición del Premio Rodrigo Melo Franco de Andrade, organizado por el Instituto del Patrimonio Histórico y Artístico Nacional, como reconocimiento a su labor de preservación de la cultura africana.
Tras su fallecimiento, le fue otorgada la medalla Tiradentes el 7 de junio de 2017. La Asamblea Legislativa del Estado de Río de Janeiro, aprobó en 2021, el "Observatorio Mãe Beata de Iemanjá sobre Racismo Religioso", que trabaja para investigar y contabilizar los datos sobre la violencia contra los grupos y terreiros de religiones de origen africano.
En 2023, la Red Afroambiental instituyó el 20 de enero, como el «Dia Mãe Beata de Yemanjá», una celebración cultural para el reconocimiento de la lucha por los derechos de la comunidad africana en Brasil y la preservación de su cultura.

## Obra
- 1997 - Caroço de Dendê – a sabedoria dos terreiros: Cómo yalorixás e babalorixás passam conhecimentos a seus filhos.
- 2000 - Tradição e Religiosidade: O saúde entrega de muchos negros.
- 2005 - Como historias que minha avó contava.